# Schønbergsgade
Schønbergsgade er en gade på Frederiksberg i København, der går fra Gammel Kongevej i syd til Vodroffs Tværgade i nord. Nr. 15, en fireetages beboelsesejendom der blev opført efter tegninger af Harald Conrad Stilling i 1857, er fredet.

## Historie
Omkring 1803 købte hofinspektør Hans Henrich Schønberg en grund på stedet. I 1845 solgte Schønbergs arvinger der til et konsortium bestående af arkitekten Harald Conrad Stilling og tre partnere. I 1852 blev den såkaldte demarkationslinje rykket tilbage fra Falkoner Allé til Søerne, hvilket gav mulighed for byudvikling i området. Som følge heraf anlagdes Schønbergsgade, Schouwsgade (fra 1882: Vodroffs Tværgade) og Danmarksgade. I årene efter 1857 blev området omkring Schønbergsgade og Peter Andersens jernstøberi så til et mindre arbejderkvarter.
En mindre kioskbygning på hjørnet af Gammel Kongevej forsvandt, da gaden blev udvidet i 1930'erne. Alle husene på den østlige side blev revet ned, da den parallelle Danmarksgade forsvandt i 1970.

## Bygninger
Den fireetages beboelsesejendom i nr. 15 blev opført i 1857 efter tegninger af Harald Conrad Stilling. Den blev fredet i 1977. Nr. 7-9 blev også opført i 1857 men efter tegninger af enten Vilhelm Klein eller Henrik Sibbern. Gammel Kongevejsgården (Gammel Kongevej 74D-76 og Schønbergsgade 2-4) er en funktionalistisk etageejendom, der blev opført i 1938-1939 efter tegninger af Frits Schlegel og Magnus Stephensen.